# Dorian Rudnytsky
Dorian Rudnytsky (* 1944 in New York City) ist ein US-amerikanischer Cellist und Komponist.

## Leben und Wirken
Seine Eltern stammten aus der Ukraine. Sein Vater war der Komponist und Dirigent Antin Rudnytsky, seine Mutter die Sopranistin Marija Sokil. Er studierte an der Juillard Hochschule für Musik in New York City und machte seinen künstlerischen Abschluss bei Maurice Eisenberg, dem Freund und Schüler von Pablo Casals.
Während der späten 1960er und der 1970er Jahre war er zum einen mit Solokonzerten als klassischer Cellist auf vielen Bühnen der USA zu erleben, zum anderen gründete er während dieser Zeit mit Michael Kamen und Marty Fultermann (heute Mark Snow) das New York Rock & Roll Ensemble. Alle drei studierten gemeinsam an der Juilliard Hochschule für Musik. Die Band hatte mit ihrem Crossover-Sound zwischen klassischer und Rock-Musik großen Erfolg und veröffentlichte sechs LPs bei bekannten Plattenlabels wie Atlantic Records.
Das Ensemble tourte national und international, war auf zahlreichen Festivals und in großen Konzertsälen der USA mit Solokonzerten vertreten, spielte aber auch als Gast des New York Philharmonic Orchestra unter Leonard Bernstein in der Carnegie Hall in New York City, mit den großen Symphonieorchestern aus Cleveland und Detroit, trat bei allen großen Fernsehshows auf und spielte auch in dem Film Zachariah mit.
In den Folgejahren lebte Rudnytsky in Los Angeles und arbeitete als Cellist und Bassist für Film und Fernsehen. Seit 1995 lebt er in Siegen und an der Costa Blanca in Spanien. Er komponiert hauptsächlich für Theaterproduktionen, arbeitet aber auch als Solocellist.
Am 19. April 2000 wurde sein Konzert für Solocello, Rock Band und Symphonieorchester, Costa Blanca Suite, an der Costa Blanca uraufgeführt. In Deutschland wurde das aus den drei Sätzen Portrait of Altea, Penon d'Ifach und Moros y Christianos bestehende Konzert im Frühjahr 2005 mit der Philharmonie Südwestfalen aufgeführt.